# La Route du salut
La Route du salut est un roman d'Étienne de Montety publié le 29 août 2013 aux éditions Gallimard et ayant reçu le prix des Deux Magots l'année suivante.

## Résumé
Dans les années 90, deux jeunes hommes venus de France rejoignent la Bosnie en pleine guerre. Joss "Mosko" Moskowski est un fils d'immigrés polonais, converti à l'islam durant ses années de fac a rejoint les moudjahidin. Fahrudin lui a immigré en France à 12 ans avant de s'engager dans la Légion étrangère. Lorsque le conflit éclate, il déserte pour se battre aux côtés de ses frères bosniaques.
Le roman suit leur parcours parallèle, depuis la France jusqu'aux combats en passant par la "route Diamant", aussi appelée "Route du salut". Un chemin qui les mènera peut-être jusqu'à la rédemption ?

## Éditions
- éditions Gallimard, 2013  (ISBN 978-2070134441).